# Eoschizopera gligici
Eoschizopera gligici är en kräftdjursart som först beskrevs av Petkovski 1957.  Eoschizopera gligici ingår i släktet Eoschizopera och familjen Diosaccidae. Inga underarter finns listade i Catalogue of Life.